# Skulpturensammlung (Dresden)

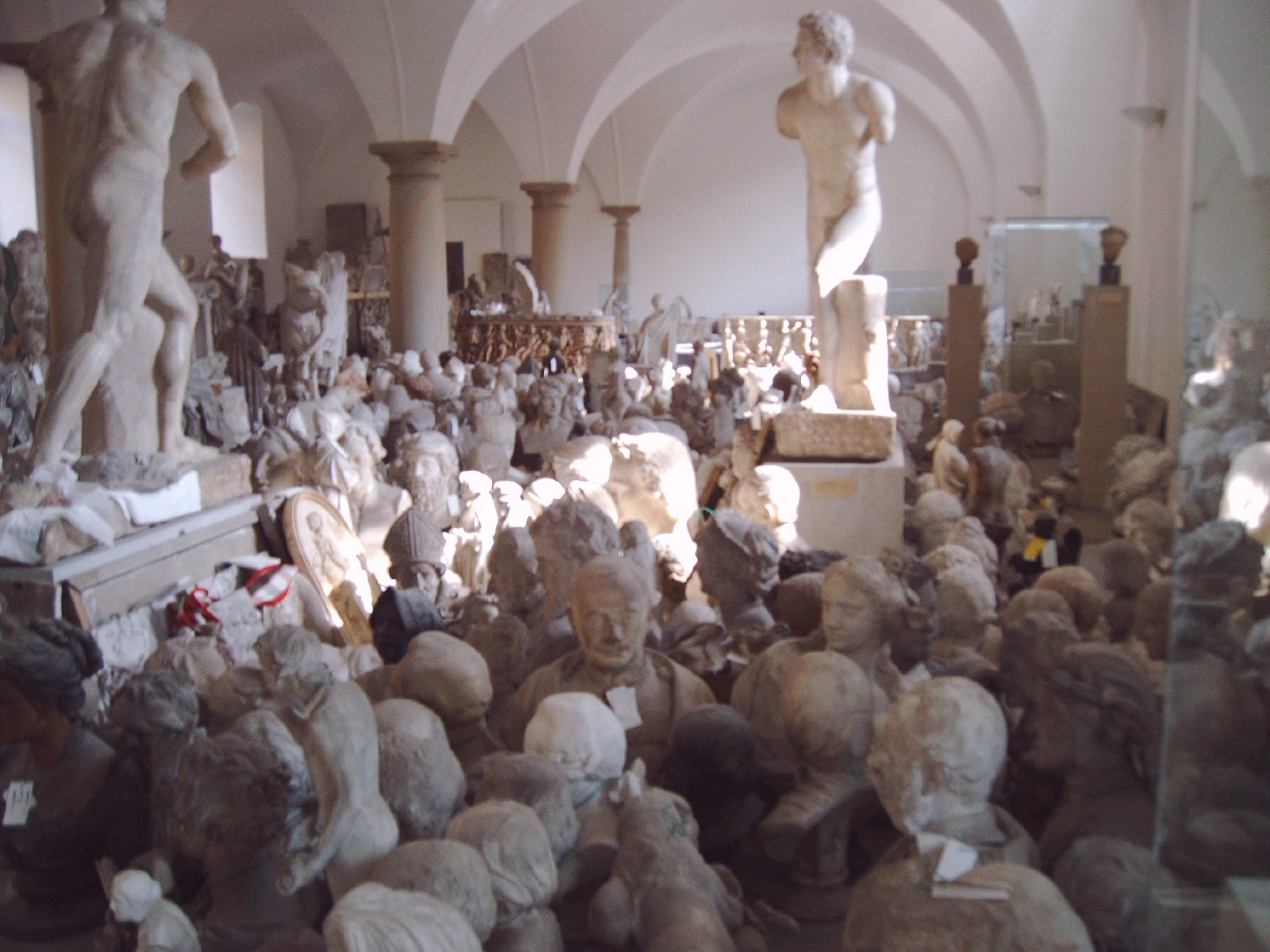
Blick in die Skulpturensammlung mit den vor der Flut ausgegliederten Gipsabgüssen (2003)

Die Skulpturensammlung in Dresden ist eine Sammlung von Bildhauerwerken aus fünf Jahrtausenden. Die Antikensammlung ist eine der größten und ältesten Antikensammlungen außerhalb des Mittelmeerraumes. Neben den Skulpturen gehören auch Vasen, Terrakotten, Bronzen, assyrische Relieftafeln und ägyptische Mumien zur Sammlung.
Die Skulpturensammlung gehört zu den Staatlichen Kunstsammlungen Dresden. Sie war seit 1894 im Albertinum untergebracht. Seit 2020 ist die Skulpturensammlung bis 1800 – mit antiken Bildwerken und Plastiken und Skulpturen der Frühen Neuzeit – im Semperbau am Zwinger zusammen mit den Werken der Gemäldegalerie Alte Meister zu sehen, die Skulpturensammlung ab 1800 wird im Albertinum präsentiert.

## Geschichte

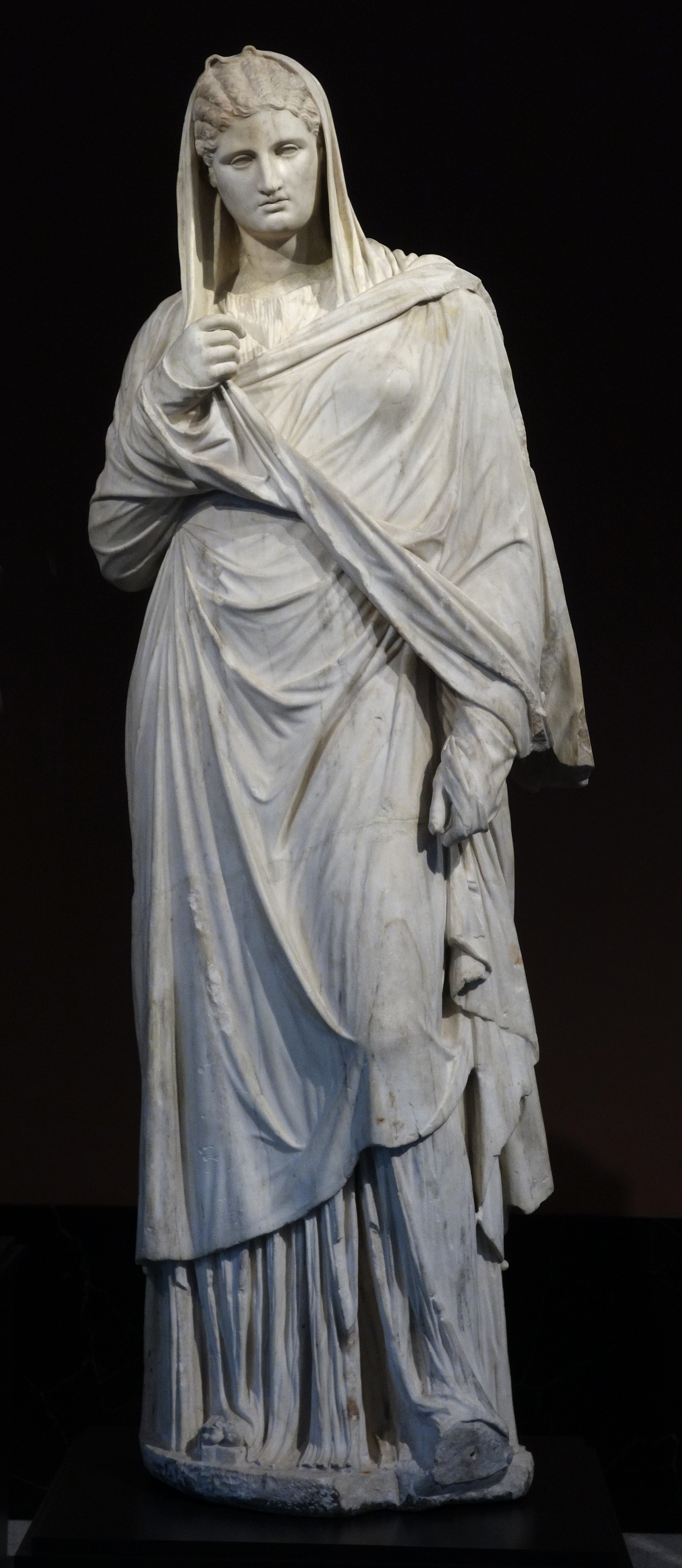
Große Herkulanerin

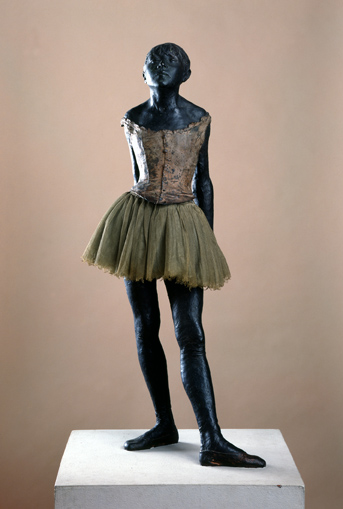
Edgar Degas: Tänzerin

Die Sammlung hat ihre Anfänge in der 1560 gegründeten Kunstkammer des Kurfürsten August. Ihre eigentliche Begründung erfolgte durch Friedrich August I. (1670–1733), Kurfürst von Sachsen 1694–1733, als August II. seit 1697 König von Polen, genannt August der Starke.
Durch die Sammelleidenschaft Augusts des Starken wurde Dresden zur ersten deutschen Stadt mit einer großen Antikensammlung nach italienischem Vorbild. Dazu sandte der Kurfürst Agenten nach Rom und Paris für den Aufkauf antiker Marmorskulpturen. 1728 konnten in Rom aus dem Nachlass von Fürst Agostino Chigi eine umfangreiche Antikensammlung, bestehend aus 160 Skulpturen, und aus der Sammlung von Kardinal Alessandro Albani 34 Werke erworben werden.
Zwischen 1729 und 1747 war die Sammlung im Palais im Großen Garten untergebracht. Im Jahr 1736 gelang in Wien der Erwerb von drei Frauenstatuen, den Herkulanerinnen, aus dem Nachlass von Prinz Eugen von Savoyen. Der bekannte Altertumsforscher Johann Joachim Winckelmann erhielt im Antiken-Kabinett Anregungen für seine epochemachende Studie Gedanken über die Nachahmung der Griechischen Werke in der Malerei und Bildhauerkunst (1755) und für seine Geschichte der Kunst des Alterthums (1764). Mit dem Ankauf von 833 Gipsabgüssen im Jahr 1783 aus dem Nachlass des Malers Anton Raphael Mengs wurde eine Abguss-Sammlung begründet. Diese wuchs schnell auf etwa 4500 Abgüsse an, die in erster Linie Werke der griechischen und römischen Antike wiedergeben. Mitte des 19. Jahrhunderts wurde erneut eine größere Anzahl Skulpturen erworben, darunter viel antike Kleinkunst und zahlreiche Einzelstücke sowie einige komplette Sammlungen.
Als Nachfolger von Hermann Hettner wurde im Jahr 1882 Georg Treu zum Direktor der Skulpturensammlung ernannt. Dieser begründete mit dem Museum eine angesehene Stätte wissenschaftlicher Forschung. Außerdem eröffnete er neue thematische Sammelgebiete mit dem Ankauf von antiker Kleinkunst und griechischen Originalskulpturen. Auch konnte Treu mit viel Engagement die Sammlung wesentlich erweitern. So konnte er durch den Kontakt mit den bedeutenden zeitgenössischen Bildhauern wie Auguste Rodin und Constantin Meunier große Kollektionen erwerben. Nachdem das ehemalige Dresdner Zeughaus an der Brühlschen Terrasse zwischen 1884 und 1889 in ein Archivgebäude und Museum (Albertinum) umgebaut wurde, zog die bislang im Japanischen Palais ansässige Skulpturensammlung ein. Das Museum wurde seit dieser Zeit auch so bezeichnet, weil der Name „Antiken-Kabinett“ durch die zahlreichen zeitgenössischen Neuerwerbungen nicht mehr zutreffend war. Nach Georg Treu übten Paul Herrmann, Bruno Schröder und Walter Müller das Direktorenamt aus. Sie bauten unter anderem eine große Abteilung deutscher und französischer Gegenwartskunst auf.
1937 wurde in der Nazi-Aktion „Entartete Kunst“ achtundzwanzig Skulpturen von Ernst Barlach, Berger (mutmaßlich Paul Berger), Ernesto de Fiori, Ludwig Godenschweg, Bernhard Hoetger, Eugen Hoffmann, Georg Kind, Wilhelm Lehmbruck, Adolf Liebermann, Karl Lüdecke, Gerhard Marcks, Fritz Maskos, Anton Schuler (1898–1989), Fritz Tröger und Fritz Winkler beschlagnahmt. Die meisten Werke wurden auf dem Kunstmarkt „verwertet“, z. B. Lehmbrucks „Große Kniende“ (Steinguss, 1911). Sie konnte 1993 für 1,1 Mio. US-Dollar aus den USA rückerworben werden. Die übrigen Skulpturen wurden vernichtet.
Zu Beginn des Zweiten Weltkrieges wurde das Museum geschlossen. Die Skulpturen sind später gemeinsam mit anderen Kunstschätzen aus Dresden ausgelagert worden. Mit Ausnahme einiger Großgipse überstand die Sammlung den Krieg ohne nennenswerte Verluste. Nach Kriegsende gelangte sie durch die Sowjetische Besatzungsmacht zunächst nach Moskau. Im Jahr 1958 erhielt Dresden die Skulpturen zurück. Die erste größere Ausstellung der Skulpturensammlung eröffnete 1969 im Erdgeschoss des Albertinums in der wiederhergestellten Renaissance-Halle, die noch vom Vorgängerbau, dem Zeughaus stammt. In der Zeit der DDR erwarb das Museum zahlreiche bedeutende Werke der Gegenwartskunst, aber auch Skulpturen aus der Zeitspanne von der griechischen Antike bis zum 19. Jahrhundert.
Weil das Albertinum seit 1969 neben der Skulpturensammlung nicht nur die Gemäldegalerie Neue Meister, sondern auch das Grüne Gewölbe, das Münzkabinett, die Sonderausstellungen der Staatlichen Kunstsammlungen Dresden sowie zentrale Verwaltungsräume beherbergte, konnten von der Skulpturensammlung immer nur Ausschnitte, vor allem die Antikensammlung und einige in der Gemäldegalerie Neue Meister aufgestellte Skulpturen gezeigt werden. Diese Situation hat sich durch den Wiederaufbau des Dresdner Residenzschlosses schrittweise verbessert. So sind dort inzwischen die Ausstellungen des Grünen Gewölbes, das Kupferstichkabinett, das Münzkabinett, die Türckische Cammer, die Kunstbibliothek und die Generaldirektion der Museen installiert.
Das Albertinum wurde nach grundlegenden Sanierungsarbeiten und dem Einbau eines neuen Depots und Restaurierungswerkstätten über dem ehemaligen Innenhof am 19. Juni 2010 wiedereröffnet. Dieses Bauvorhaben war nach dem Elbhochwasser von 2002 notwendig geworden.
Durch den Umzug der Rüstkammer ins Residenzschloss stehen die Ausstellungsräume der Sempergalerie, einst von Gottfried Semper für die Abgusssammlung entworfen, wieder für die Skulpturensammlung zur Verfügung.
Das ermöglicht wiederum im Albertinum ein völlig neues Ausstellungskonzept: Die Skulpturensammlung zeigt hier gemeinsam mit der Galerie Neue Meister Kunst von der Romantik bis zur Gegenwart.

## Gegenwärtige Situation

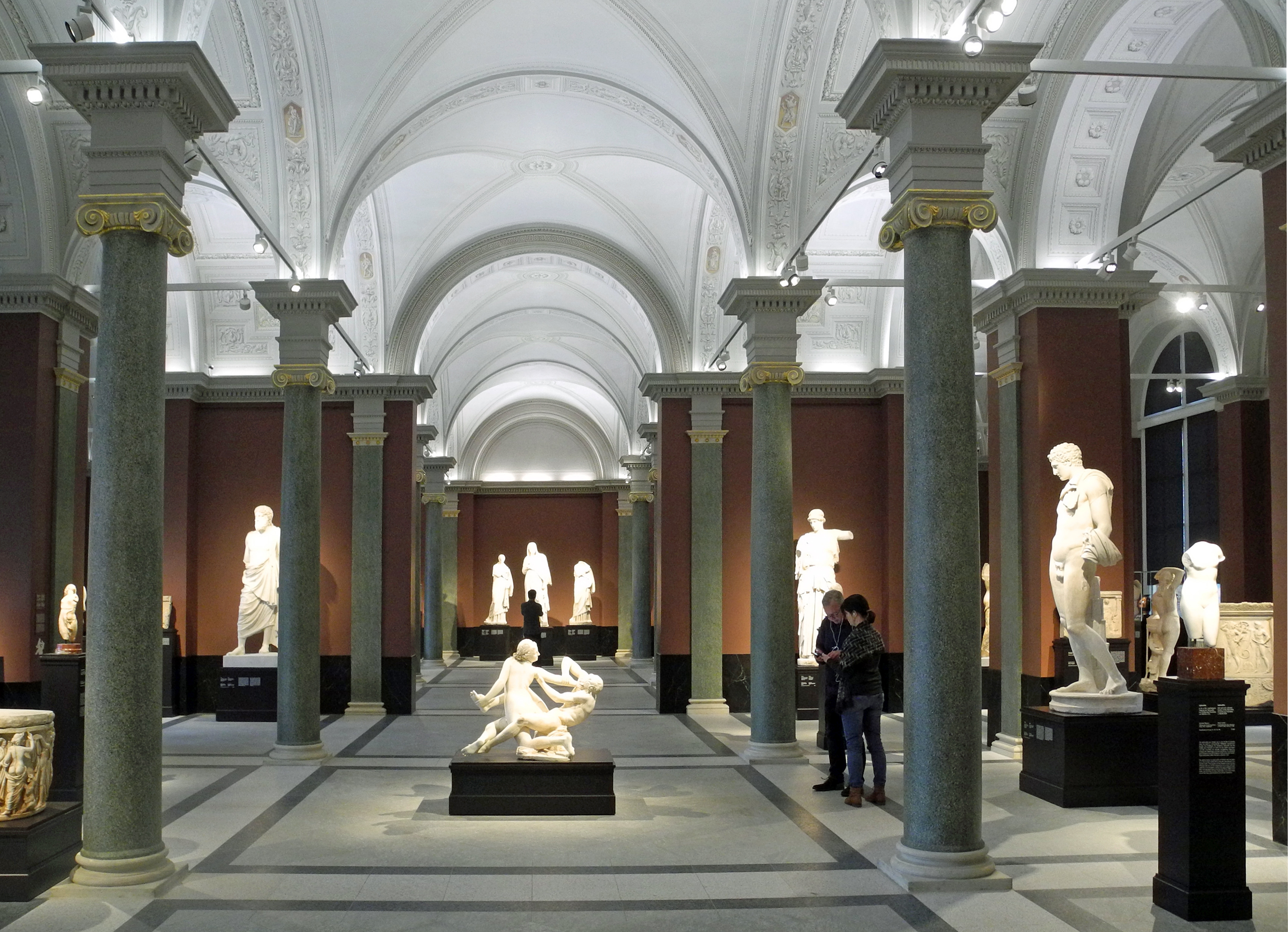
Blick in die Antikensammlung in der Sempergalerie

Seit der Wiedereröffnung der Sempergalerie am 29. Februar 2020 wird die Sammlung antiker Skulpturen in der Antikenhalle (Osthalle der Galerie) gezeigt. Außerdem sind Teile der Skulpturensammlung und der Mengsschen Abgusssammlung jetzt im Bereich der Gemäldegalerie Alte Meister aufgestellt. Gleichzeitig können Bronze- und Steinskulpturen aus der Renaissance- und Barockzeit im Skulpturengang der Gemäldegalerie besichtigt werden.

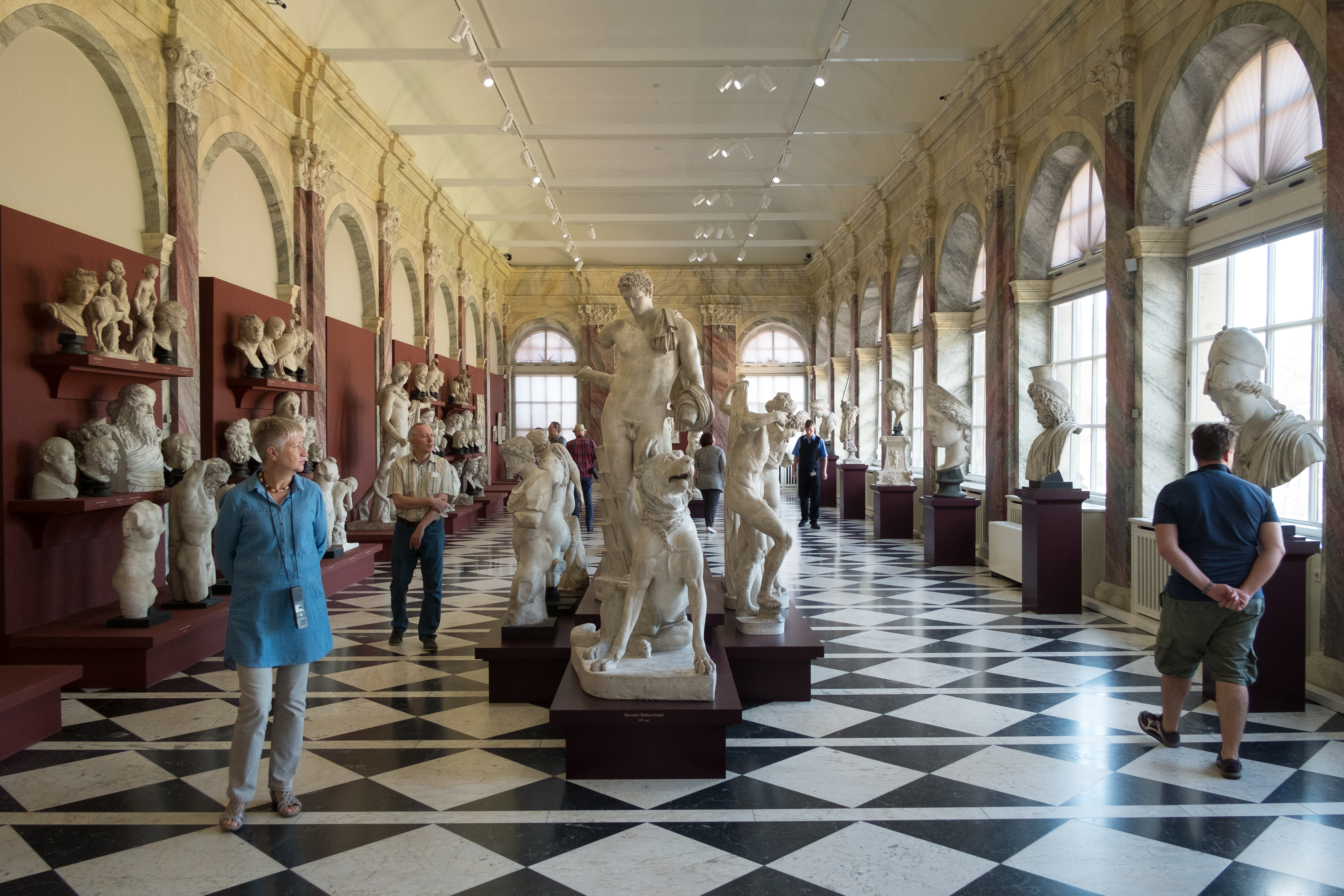
Die Mengssche Abgusssammlung im Deutschen Saal im Zwinger (2016 bis 2019)

Die Mengssche Abgusssammlung wurde vom März 2016 bis Ende 2019 im Deutschen Saal des Zwingers gezeigt. Hier befindet sich jetzt das Galerie-Café Algarotti. Seit Juni 2021 wird sie jetzt innerhalb der Sammlung der Dresdner Gemäldegalerie – Alte Meister präsentiert. Von den über 400 gegenwärtig noch vorhandenen Werken werden dort etwa 120 museal gezeigt.
Im Rahmen der Sonderausstellung Bernini, der Papst und der Tod, die von Mai bis September 2021 gezeigt wird (Kuratorin: Claudia Kryza-Gersch), wird erstmals der wiederentdeckte «Totenkopf» (eine Marmorskulptur von Gian Lorenzo Bernini von 1655) präsentiert. Dieser war 1728 aus der Sammlung Chigi von Rom nach Dresden gelangt.
Seit 2008 hat die Skulpturensammlung auch einen eigenen Freundeskreis, Paragone Dresden e. V., der die Aktivitäten des Museums unterstützt.

## Ausstellung

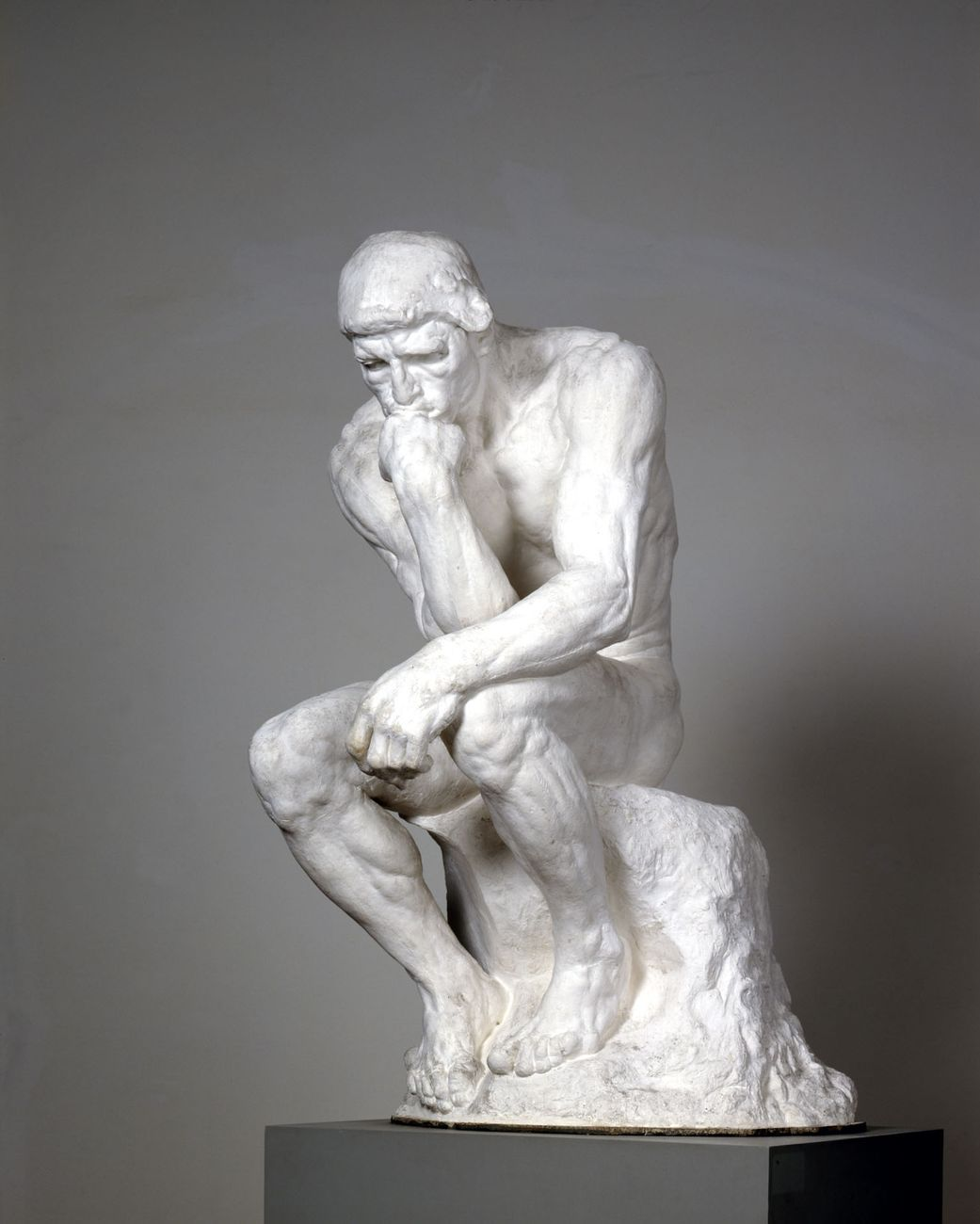
Auguste Rodin: Der Denker

Neben den Skulpturen werden auch Vasen, Terrakotten, Bronzen, assyrische Relieftafeln und ägyptische Mumien ausgestellt. Weitere Schwerpunkte nach der Antike sind die sächsische Skulptur des Mittelalters, Bronzen aus Renaissance und Barock, der bildhauerische Nachlass von Ernst Rietschel, Skulpturen von Auguste Rodin und Constantin Meunier sowie besonders figürliche Skulpturen des 20. Jahrhunderts, u. a. von Wilhelm Lehmbruck, Hermann Blumenthal und Wieland Förster.
In der Skulpturenhalle sind 125 Werke zu sehen, die Skulptur der DDR mit Werken von Wieland Förster, Hermann Glöckner und Werner Stötzer tritt hier in Dialog mit Werken von Wilhelm Lehmbruck, Auguste Rodin und Fritz Wotruba, um nur einige der hier ausgestellten Künstler zu nennen. Die ältere Skulptur ist derweil in öffentlichen Schaudepots in komprimierter Weise sichtbar.

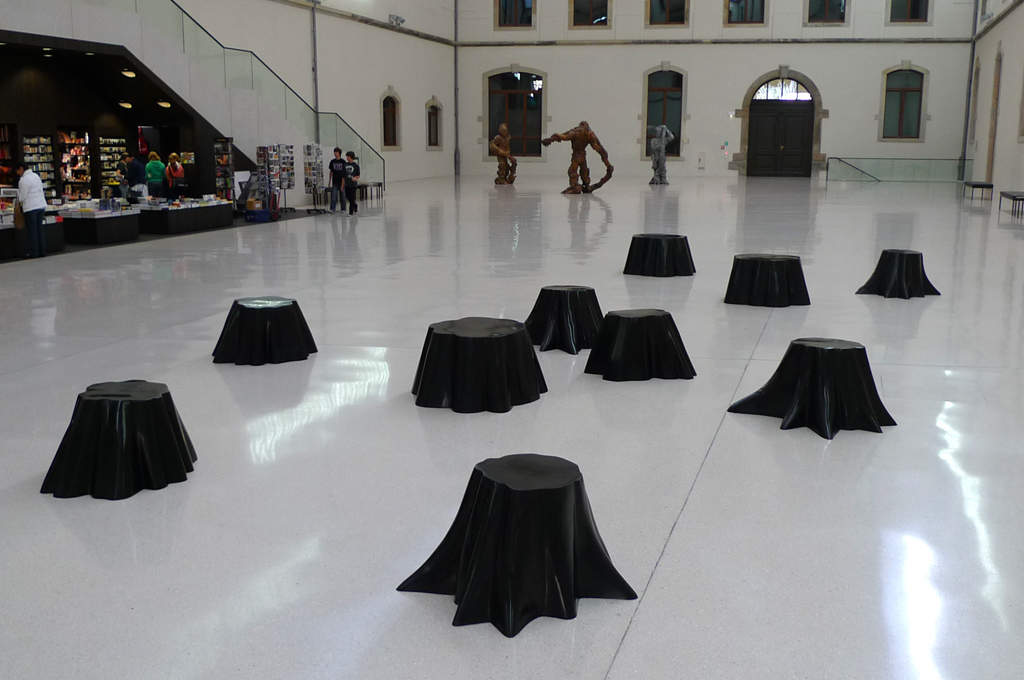
Eberhard Bosslet: Stump Stools, im Lichthof Albertinum Dresden 2011

Durch die neue Konzeption werden viele bisher deponierte Sammlungsteile der Öffentlichkeit zugänglich gemacht, so etwa die Originalmodelle von Ernst Rietschel, dem bedeutendsten Dresdner Bildhauer des 19. Jahrhunderts, der unter anderem das Goethe-Schiller-Denkmal in Weimar, das Carl Maria von Weber-Denkmal in Dresden und den Giebelschmuck des ersten von Gottfried Semper erbauten Dresdner Hoftheaters geschaffen hat. Vor allem aber entstand im Gefüge der Dresdner Museen ein neuer Schwerpunkt für die Moderne. Dazu gehört auch das Zusammenspiel mit den Ausstellungen zeitgenössischer Kunst im gegenüberliegenden Lipsius-Bau der Hochschule für Bildende Künste im Oktogon unter der als „Zitronenpresse“ bekannten Kuppel sowie der Möglichkeit auf dem zwischen diesen Häusern gelegenen Georg-Treu-Platz zeitgenössische Skulpturen aus Sachsen temporär zu zeigen.
Außerdem gehört zur Skulpturensammlung eine Abteilung mittelalterlicher Skulptur. Sie geht hauptsächlich auf die Sammeltätigkeit des Königlich Sächsischen Altertumsvereins zurück und umfasst überwiegend gotische Skulptur aus sächsischen Kirchen, aber auch einige Werke der Romanik wie die Madonna aus Otzdorf. Jahrzehntelang war diese Sammlung auf der Albrechtsburg in Meißen untergebracht. Seit dem Sommer 2009 hat sie eine neue Heimat als Dauerleihgabe im Schloßbergmuseum Chemnitz gefunden, das sich in einer ehemaligen Klosteranlage befindet. Dort werden die Skulpturen der Dresdner Skulpturensammlung gemeinsam mit den ebenfalls attraktiven Beständen der Kunstsammlungen Chemnitz präsentiert, was eine einzigartige Zusammenschau mittelalterlicher Skulptur aus Sachsen ergibt.